# NGC 6643
NGC 6643 is een spiraalvormig sterrenstelsel in het sterrenbeeld Draak. Het hemelobject werd in 1858 ontdekt door de Duitse astronoom Eduard Schönfeld.

## Synoniemen
- UGC 11218
- MCG 12-17-21
- ZWG 340.43
- KARA 850
- IRAS 18212+7432
- PGC 61742